# Codonosígids
Els codonosígids (Codonosigidae) són una família de protists Choanoflagellatea.